# 江艷珊
江艷珊（Kong Yam Shan），初期稱為：「江艷山」，香港及臺灣省女歌手，1963年開始演唱，有「古典美人」的美譽，擅唱抒情國語時代曲，擁有不少觀眾。
- 江艷珊（江艷山）在1964年7月28日上午10時30分至下午1時30分，參予香港電台在香港島筲箕灣「振興糖果餅乾工場」，舉行的《工人樂園》（錄音廣播節目），與該工廠總經理何智煌、經理何景常及200多職工聯歡。節目由香港電臺張漢彪主持，並由文就波樂隊伴奏，她獻唱《心心相印》及《鴿子》等時代曲[2]。
- 1965年11月1日起，晚上在「百利夜總會」獻唱時代曲[3]。
- 在1970年9月20日起，晚上在香港島灣仔洛克道的「環球戲院」為「海天歌藝團」獻唱時代曲[1]。

## 唱片
- 風行唱片：《真的一樣》
  - 編號：FHLP602；7英吋黑膠唱片。
  - 曲目：《真的一樣》、《算了吧》、《長頭髮姑娘》、《我為你失眠》、《你佔有了我的心》、《不要說再見》、《我迷你你迷我》、《我們的秘密》、《我要問一問》、《從何說起》、《一條心》、《真的一樣 (音樂) 》。
- 麗風唱片：《旗袍的誘惑》
  - 編號：EP2006；7英吋黑膠唱片。
- 臺灣省「東昇唱片出版社」：《襟上一朵花》，12首國語歌曲。
  - 編號：ML-362；7英吋黑膠唱片。

## 客串電影
- 1965年：《小雲雀》
- 1966年：《情人的眼淚》

## 外部連結
- 香港電影資料館：江艷珊（江艷山）參演電影的記錄[永久]
- 江艷珊（江艷山）演唱粵語時代曲的片斷 （页面存档备份，存于）